# جميشة
جُمَيْشَة (باللاتينية: Corylophus) جنس حشرات تنتمي إلى فصيلة جميشيات ورتبة غمديات الأجنحة. أنواعها المعروفة قليلة. أعطانها بعض مناطق البلاد المعتدلة الحرارة من الشرق الأدنى وأروبة. أجسامها شديدة الصغر شبه بيضية الشكل تطول من 1 إلى 2 مم. رؤوسها صغيرة مخروطية الشكل. عيونها بارزة. تآشيرها وفكوكها نطامية. زباناها دبوسية الأطراف تساعية الفصل. كواسلها نصف دائرية الشكل تلحف الرؤوس. أغمادها لاحفة نحيلة التخديد القاطب. أثوابها وحيدة اللون منها الأسود والأسدف والأشقح والأصحم. تألف ضفاف المناقع ومجاري المياه. تعيش على الفطور والدردي النباتي.